# Vanessa Fischer (Fußballspielerin, 1997)
Vanessa Fischer (* 24. April 1997) ist eine deutsche Fußballspielerin.

## Karriere
Fischer wechselte im Jahr 2010 in die C-Jugend des FF USV Jena. Ab der Saison 2013/14 spielte sie für die zweite Mannschaft in der 2. Bundesliga sowie der Regionalliga Nordost. Zur Saison 2014/15 rückte Fischer zudem als Ersatztorhüterin in den Bundesligakader auf und debütierte dort am 4. Mai 2016 bei einer 1:5-Auswärtsniederlage gegen den 1. FFC Frankfurt. Nach fünfzehn Reservespielen und dem einen Bundesligaeinsatz für den USV Jena wechselte sie zum Zweitligisten VfL Sindelfingen. Nach 22 Spielen in der 2. Bundesliga Süd bei Sindelfingen wechselte sie Anfang September 2017 zum BV Cloppenburg in die 2. Bundesliga Nord. Nach drei Jahren beim BVC wechselte sie im Juli 2020 zum Zweitliga-Aufsteiger Borussia Bocholt. Nachdem sie in der ersten Jahreshälfte 2021 vereinslos war, schloss sie sich zu Beginn der Saison 2021/22 dem Bundesliga-Absteiger SV Meppen an. Noch vor dem Start in die neue Saison wurde sie gemeinsam mit Bianca Becker und Lynn Rahel Gismann vom Verein im Juni 2023 verabschiedet.

## Sonstiges
Neben ihrer aktiven Karriere besuchte sie bis 2015 gemeinsam mit ihren Vereinsmitspielerinnen Lina Hausicke und Anja Heuschkel die Eliteschule des FF USV Jena, das Johann-Christoph-Friedrich-GutsMuths-Sportgymnasium in Jena.